# Мокраняц, Василе
Василе Мокраняц (серб. Василије Мокрањац; 11 сентября 1923, Белград — 27 мая 1984, там же) — сербский югославский композитор, музыкальный педагог, профессор Белградской Академии музыки (1965), действительный член Сербской академии наук и искусств (с 1976).

## Биография
Родился в музыкальной семье. Его отец виолончелист Йован Мокраняц (1888—1956), один из основателей Белградской филармонии, был родственником известного композитора Стевана Мокраняца, мать — Елена, чешка по происхождению, также виолончелистка.
В 1947 окончил Академию музыки в Белграде по классу фортепиано у Э. Гайека, в 1951 — по классу композиции у Станойло Раичича.
В 1947—1951 годах — преподавал в Белграде в музыкальной школе «Иосип Маринкович», позже в 1952—1956 — школе музыки «Мокраняц» . С 1965 — профессор по классу композиции Академии музыки в Белграде.
С 1967 — член-корреспондент Сербской академии наук и искусств, с 1976 — действительный член академии.
В 1984 году покончил жизнь самоубийством, выпрыгнув из окна своей квартиры в Нови-Београде, причины самоубийства так и не были установлены. Учитывая преждевременную смерть, композитор оставил много неоконченных сочинений.

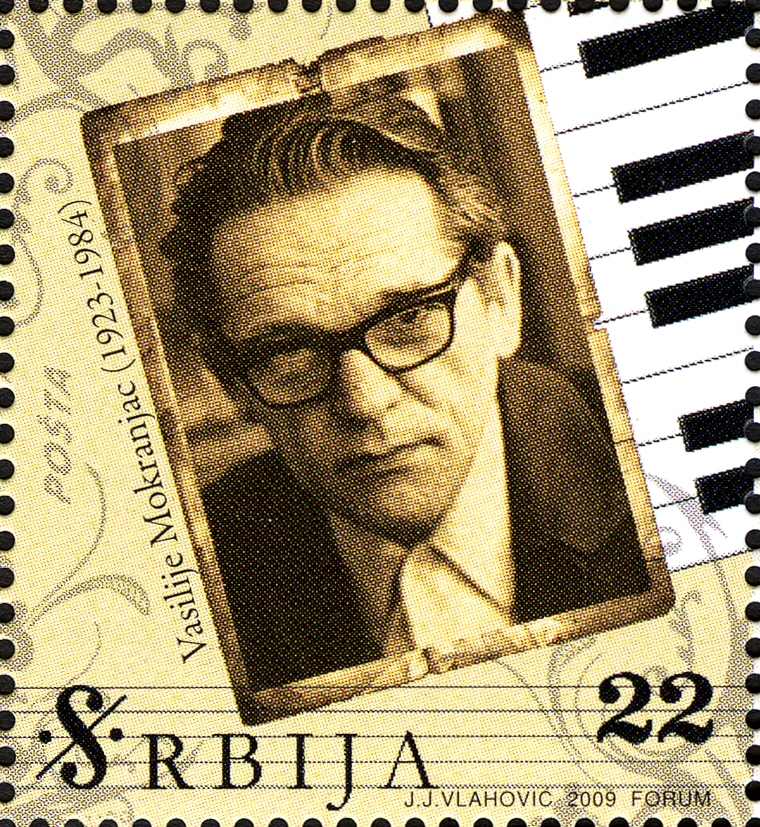
Василе Мокраняц на почтовой марке Сербии. 2009 г.

## Творчество
Один из выдающихся музыкальных исполнителей Сербии второй половины XX-го века. Хотя, в первую очередь, Василе Мокраняца считают автором ряда симфоний, он преуспел также в области фортепианной музыки, сочинил большое количество музыки к театральным спектаклям и кинофильмам и др.
Для В. Мокраняца характерно тяготение к инструментальным жанрам. Его ранние сочинения отличаются национальной характерностью музыкального языка, использованием импрессионистских приёмов письма, элементов неоромантизма. Позднее композитор отходит от народно-песенной основы, применяет новые сложные средства музыкального выражения.
Его симфонические произведения отмечены мастерством инструментовки.

## Избранные музыкальные сочинения
- Для оркестра
  - 4 симфонии (1961, 1965, 1967, 1972),
  - Драматическая увертюра (1950),
  - увертюра (1962),
  - «Концертная увертюра» (1972);
- Для струнного оркестра
  - Дивертисмент (1968),
  - симфониетта (1970);
- концертино для фортепиано, 2-х арф и камерного оркестра (1956);
- струнный квартет (1944);
- для фортепиано
  - соната (1947),
  - 2 сонатины (1953, 1954),
  - сюита «Фрагменты» (1954), «Семь этюдов» (1951), вариации (1949), «Шесть танцев» (1954);
- для скрипки и фортепиано
  - соната (1952);
- для 3-х флейт, арфы, вибрафона, фортепиано и челесты — сюита «Платаны» (1965);
- циклы народных песен,
- музыка для театра, кино.

## Награды
Награждён рядом престижных наград, включая премию столичного театра «Sterija», премию югославского радио- и телевещания, а также в 1976 году премию «Седьмого июля» Социалистической Республики Сербия за жизненные достижения.